# W.A. Langkilde
William August Langkilde (23. maj 1842 på Sandholt på Fyn – 7. august 1925 i Nørre-Lyndelse) var en dansk godsejer og etatsråd, bror til H.P. Langkilde og far til Niels, Karl og Kirsten Langkilde.
Han var søn af etatsråd N.R.H. Langkilde og hustru født Langkilde og var ejer af Bramstrup. Langkilde var desuden formand for Nørre Lyndelse Sogns gensidige Hjælpeforening, medlem af Fyens Disconto Kasses Repræsentantskab; i ti år næstformand for Fyens stifts patriotiske Selskab og medlem af bestyrelsesrådet for Det Kongelige Danske Landhusholdningsselskab. Langkilde var Ridder af Dannebrog.
Han blev gift med Hanne Jørgine Schwartz (26. september 1845 på Østrupgård på Fyn - 27. august 1916 på Bramstrup), datter af Carl Schwartz og Martine født Lillelund.